# Chrystianizacja Wielkich Moraw

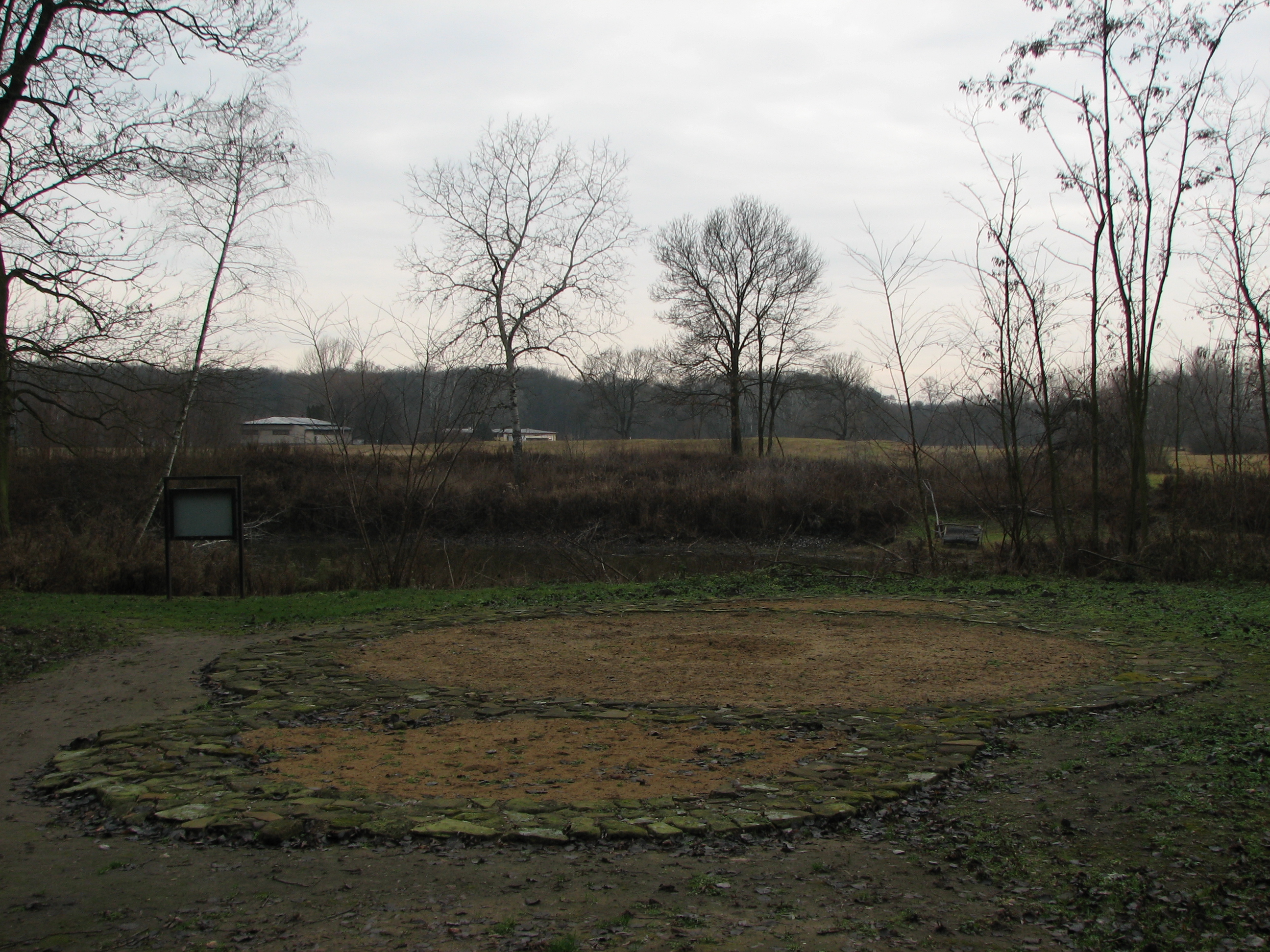
Pozostałości kościoła z czasów wielkomorawskich w miejscowości Mikulčice, w dzisiejszych Czechach.

Chrystianizacja Wielkich Moraw – proces chrystianizacji państwa wielkomorawskiego we wczesnym średniowieczu.

## Okoliczności przyjęcia chrztu

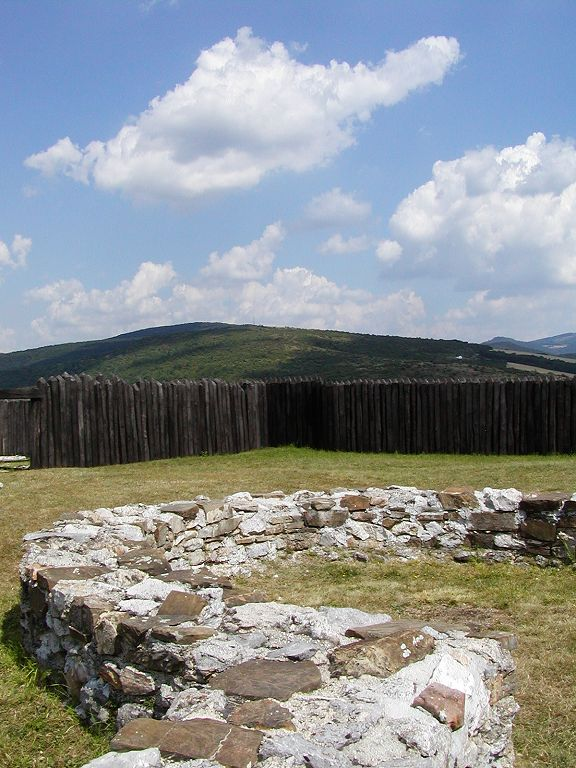
Ruiny wielkomorawskiego fortu we wsi Ducové na terenie dzisiejszej Słowacji.

Terytorium Wielkich Moraw pierwotnie podlegało ewangelizacji misjonarzy pochodzących z Królestwa Franków, bądź bizantyjskich enklaw w Italii i Dalmacji od początku VIII wieku i sporadycznie także wcześniej. Bawarska diecezja pasawska była odpowiedzialna za ustanowienie struktury kościelnej na Morawach. Pierwszy kościół chrześcijański zachodniej i wschodniej Słowiańszczyzny znany ze źródeł pisanych, został zbudowany w 828 roku przez Pribinę, władcę Księstwa Nitrzańskiego, choć prawdopodobnie on sam pozostawał jeszcze poganinem. Pierwszy znany z imienia władca Moraw, Mojmir I, został ochrzczony w 831 przez Reginhara, biskupa Pasawy. Państwo wielkomorawskie było drugim w historii państwem słowiańskim, które przyjęło chrzest. Pierwszym była Karantania w VIII wieku za rządów Kakacjusza. W związku z wewnętrznymi walkami między morawskimi władcami, Mojmir został obalony przez Rościsława w 846. Gdy Mojmir sprzymierzył się z Państwem wschodniofrankijskim i Kościołem katolickim, Rościsław poprosił o wsparcie z Bizancjum i sprzymierzył się z Kościołem prawosławnym.

## Misja świętych Cyryla i Metodego

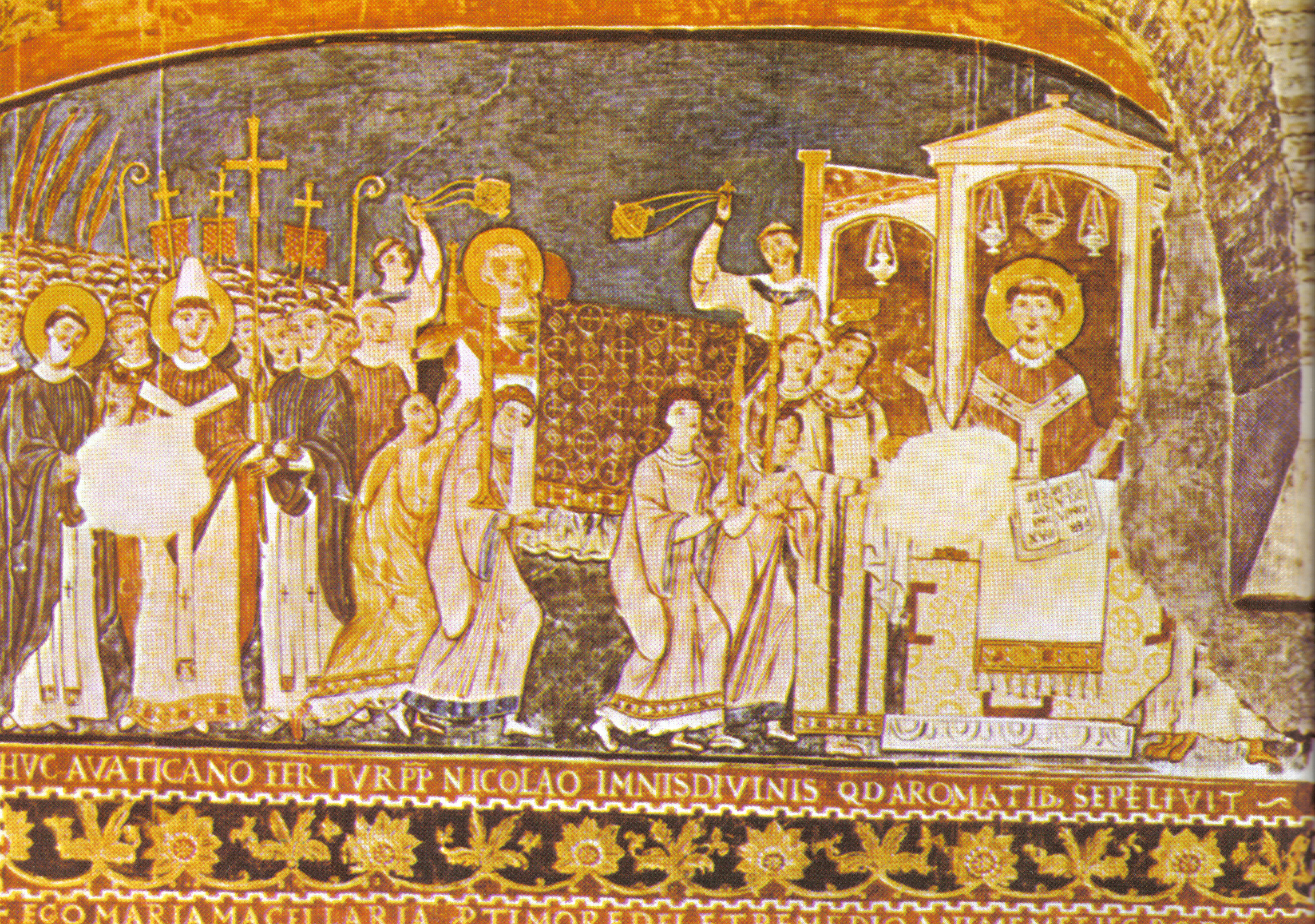
Święci Cyryl i Metody podczas wizyty w Rzymie u papieża Hadriana II w 868 roku. Bracia uzyskali wówczas poparcie papieża dla swej działalności misyjnej i uznanie słowiańskiej liturgii.

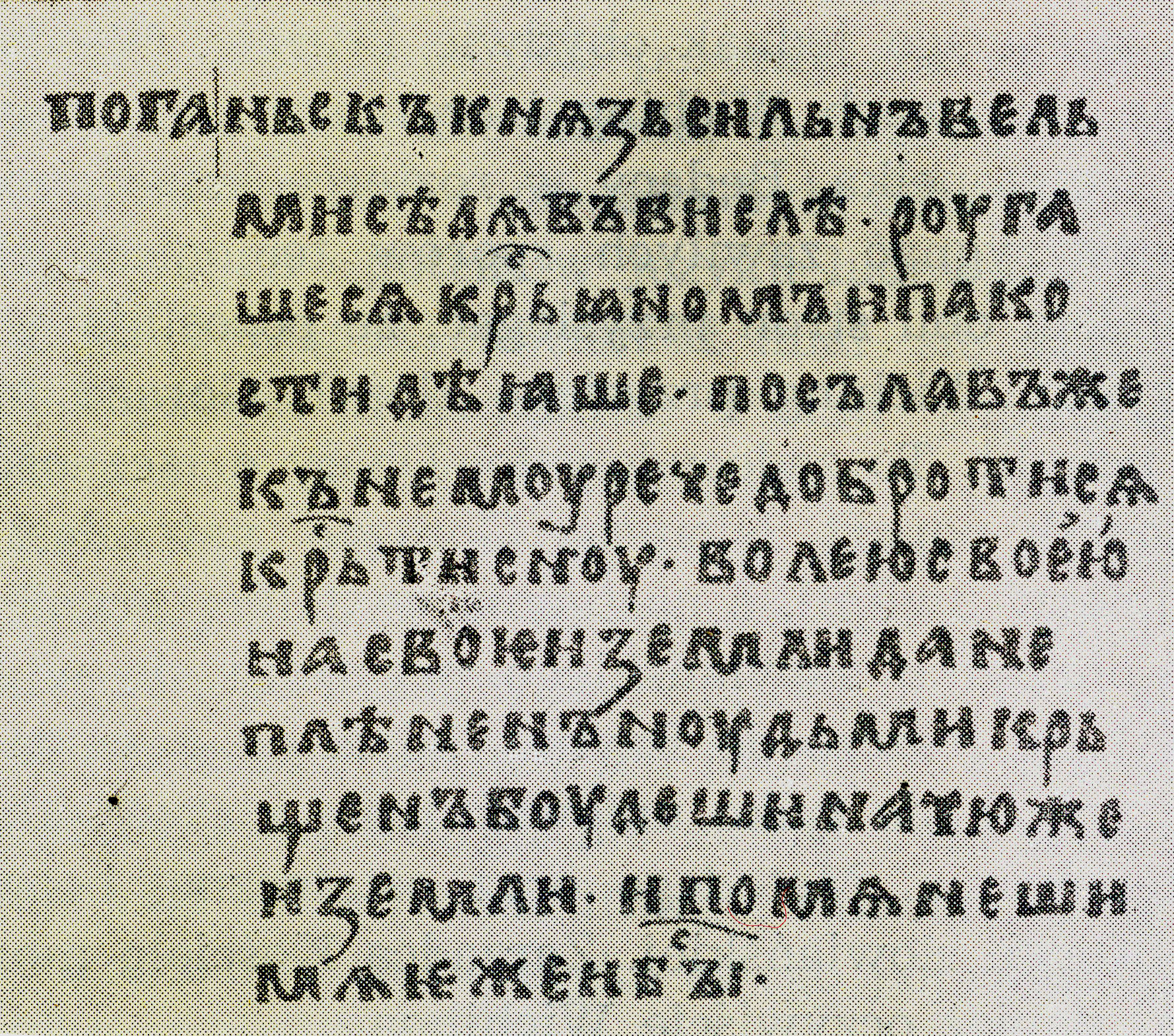
Fragment Żywota św. Metodego, rękopis Soboru Uspieńskiego z XII w., dotyczący pogańskiego księcia Wiślan.

Chrystianizacja Moraw zintensyfikowała się pod wpływem greckich misjonarzy, Cyryla i Metodego, którzy przybyli do Moraw na prośbę Rościsława w 863 roku. Jeszcze wcześniej przygotowując się do działalności wśród Słowian, bracia stworzyli czterdziestoliterowy alfabet oddający dźwięki występujące w języku staro-cerkiewno-słowiańskim, zwany następnie głagolicą. „Bracia słowiańscy” przetłumaczyli również na język Słowian Biblię i pisma liturgiczne, co pozwoliło szybko spopularyzować chrześcijaństwo. Cyryl i Metody odnieśli większe sukcesy niż katolickie misje wschodniofrankijskich kapłanów i łacińskiej liturgii. Kilkanaście lat później, władca pobliskiego Księstwa Czech, Borzywoj I również przyjął chrzest z rąk Metodego, choć nie jest do końca pewne w którym dokładnie roku. Przyjmuje się rok 884, czyli rok przed śmiercią Metodego. Morawskiemu Rościsławowi ostatecznie udało się stworzyć Kościół niezależny zarówno od Państwa wschodniofrankijskiego, jak i od Bizancjum, podległy bezpośrednio Stolicy Apostolskiej. Nowo powstała diecezja panońska została ustanowiona z Metodym jako jej pierwszym arcybiskupem. Po śmierci Rościsława, jego następcą został Świętopełk I morawski i wówczas zmianie uległa sytuacja polityczna. Zapoczątkowany przez „braci słowiańskich” Kościół słowiański zaczął chylić się ku upadkowi. Po śmierci Metodego został on zastąpiony na powrót przez zachodni obrządek. Wielu słowiańskich kapłanów wydalonych z Moraw, znalazło schronienie w Bułgarii, gdzie wiele ich tradycji zostało włączonych do Bułgarskiego Kościoła Prawosławnego. Według polskiego historyka, Henryka Łowmiańskiego, autora Początków Polski, Państwo wielkomorawskie ostatecznie upadło około 905 roku. Stało się to za panowania Mojmira II.

## Wpływ chrztu na ziemie polskie
Niewykluczone, że z terenów wielkomorawskich, chrześcijaństwo zostało przeniesione na tereny dzisiejszej Małopolski, czy Śląska. Autor hagiograficznego Żywota świętego Metodego (znanego też jako Legenda panońska) napisał o „potężnym słowiańskim księciu siedzącym na Wiśle”, który „urągał chrześcijaństwu i wielkie czynił mu szkody”. Chodzi tu najprawdopodobniej o wodza plemienia Wiślan. Wspomniane przez autora krzywdy mogło objawiać się na przykład w wyprawach łupieskich, organizowanych na tereny Wielkich Moraw, bądź tylko w prześladowaniu misji chrześcijańskich na terenie dzisiejszej Małopolski. Metody miał wówczas wezwać owego księcia do przyjęcia chrztu, w przeciwnym bowiem razie jego kraj zostanie podbity: 

Był zaś w nim [Metodym] także dar proroczy, tak że spełniało się wiele przepowiedni jego, z których jedną lub dwie opowiemy. Książę pogański, silny bardzo, siedzący w Wiślech [Wiśle ?], urągał wielce chrześcijanom i krzywdy im wyrządzał. Posławszy zaś do niego [kazał mu] powiedzieć [Metody]: Dobrze będzie dla ciebie synu ochrzcić się z własnej woli na swojej ziemi, abyś nie był przymusem ochrzczony na ziemi cudzej, i będziesz mnie [wtedy] wspominał. I tak też się stało.

 Według Legendy panońskiej przepowiednia Metodego miała się sprawdzić. Nie jest pewne czy Świętopełk I rzeczywiście podbił ziemie położone na północ od Tatr i czy wódz Wiślan był jego wasalem. Obecnie kwestia ta jest przedmiotem dyskusji wśród mediewistów.